# Galactia anomala
Galactia anomala är en ärtväxtart som beskrevs av Cyrus Longworth Lundell. Galactia anomala ingår i släktet Galactia och familjen ärtväxter. Inga underarter finns listade i Catalogue of Life.